# Německý dům (Brno)
Německý dům (německy Deutsches Haus) byla veřejná budova v historizujícím stylu, která stála na dnešním Moravském náměstí v Brně mezi lety 1891–1945. Tato stavba původně fungovala jako spolkový dům, podobně jako český Besední dům.

## Charakteristika stavby
Velký význam pro město měl Německý dům před první světovou válkou, kdy se tu díky možnostem celé budovy konaly důležité podniky městského zastupitelstva. Za první republiky představoval Německý dům společenské středisko brněnských Němců.

### Funkce
Německý dům v sobě spojoval řadu funkcí. V první řadě to byl spolkový dům, představoval tedy sídlo německých spolků: Deutsches Haus (Německý dům), Mährischer Gewerbeverein (Moravský živnostenský spolek), Deutscher Club (Německý klub), Schlaraffia, Deutscher Journalisten- und Schriftstellerverein (Spolek německých žurnalistů a spisovatelů) a Deutsche Lesehalle.
Cílem Friedricha Wanniecka bylo založit společenské centrum, které by spojovalo všechny vrstvy německého Brna, dění v Německém domě ovlivňovala střední třída. K ní totiž náleželo nejvíce německy mluvících obyvatel města, akce zde pořádané odpovídaly náplni volného času měšťanstva – výstavy, koncerty, plesy, veřejné i soukromé oslavy. Po první světové válce se v Německém domě konala většina divadelních představení, která se předtím hrála hlavně v dnešním Mahenově divadle.
Od roku 1891 tu byla zřízena veřejná knihovna. Vzdělávat brněnské Němce měly přednášky a kurzy, které vedli členové spolku Deutsches Haus (Německý dům), případně pozvaní hosté.
Německý dům ale už v době svého vzniku získal silný nacionální podtext. Dokazuje to architektonické zpracování, které bylo dílem berlínského studia Ende&Böckmann. Dvojice architektů čerpala inspiraci z německé renesance typické pro severní Německo, Belgii a Nizozemsko. Volba návrhu původem mimo habsburskou monarchii doplnila vnímání Německého domu o další rovinu pohledu. V době národních zápasů o dominanci mezi Čechy a Němci byl chápán jako bašta němectví a v očích české komunity se stával objektem národnostně laděné xenofobie.

### Popis
Brno získalo vybudováním Německého domu novou dominantu. Jeho pozici ve středu města upevnila nově proražená Kostelní (dnešní Rašínova) ulice, která spojila Lažanského (Moravské) náměstí s Velkým náměstím (náměstím Svobody).

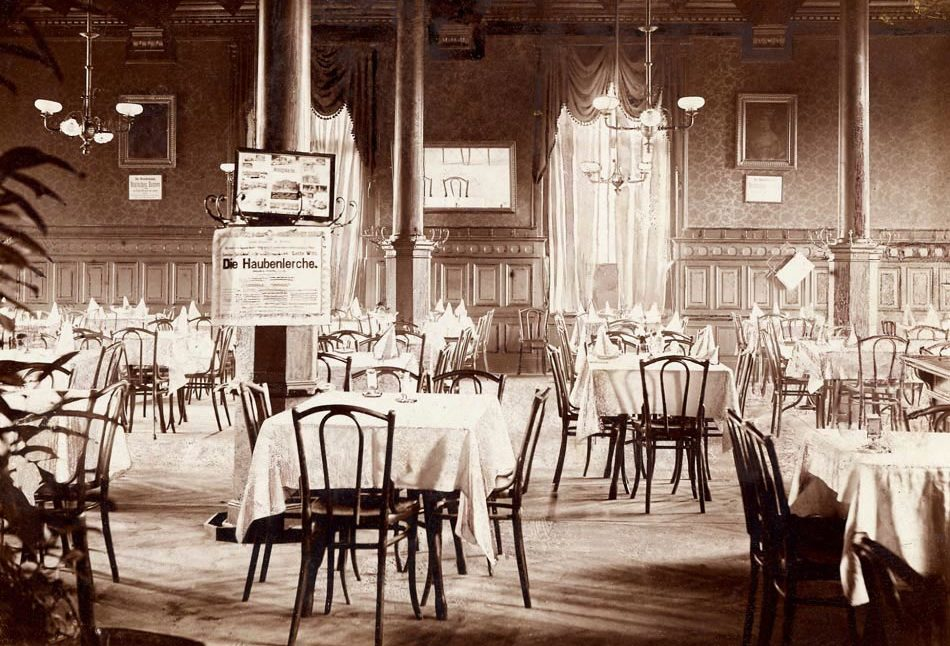
Kavárna v Německém domě, rok 1898

Architektonické zpracování budovy Německého domu je nanejvýš pozoruhodné, mísí se tu hned několik historizujících stylů (novogotika, německá renesance, novobaroko, romantismus). Stavební plány vytvořil berlínský ateliér Ende&Böckmann ve spolupráci s brněnským architektem prof. Germanem Wanderleym. Díky kombinaci dvou odlišných návrhů se tato monumentální stavba od běžné městské zástavby v mnohém lišila. Výrazným prvkem německé (též holandské nebo severské) renesance byla symetričnost a cihlové neomítnuté zdivo s kamenným obložením v exteriérech, které byly realizovány podle Ende&Böckmann. Právě tento návrh získal v soutěži první cenu, protože nejlépe splňoval všechny zadané požadavky, především pak nabízel rozpočet podle hesla „z nouze ctnost“, přesto podle výpočtů nešetřil na materiálech.
Prostor dvoupatrové stavby byl odlehčen rozčleněním fasády do několika částí a uplatněním vysokých střech a štítů, které v některých partiích vybíhaly až do drobných věžiček. Pro interiéry je velmi důležitý propracovaný systém velkých oken a portálů, které zajišťují dostatečné osvětlení během dne a pocit renesanční vzdušnosti.
Vnitřní část nesla klasicizující a barokizující rukopis brněnského architekta Wanderleyho. Do Německého domu se vstupovalo hlavním vchodem z Moravského náměstí, na který navazoval prostorný vestibul. K němu přiléhaly prostorné šatny – velkým nedostatkem návrhů ostatních architektů bylo právě to, že nevěnovaly dostatek prostoru šatnám. Odtud se vcházelo na chodbu, která z jedné strany vedla ke kancelářím spolků Deutsches Haus (Německý dům) a Mährischer Gewerbeverein (Moravský živnostenský spolek), z druhé strany ústila v kavárně. Přímo z předsálí vybíhalo hlavní schodiště, které se uprostřed dělilo na dva trakty a přivádělo návštěvníky k hlavním prostorám Německého domu, Velkému slavnostnímu sálu o rozloze 656 m².
Tato místnost byla na svou dobu opravdu přepychová. Právě zde se nacházely druhé největší varhany na Moravě, které postavili krnovští varhaníci, bratři Riegerové. Měly 48 registrů a 4000 píšťal, zkušený hráč mohl nahradit svým vystoupením menší orchestr. Varhany byly darem manželů Wannieckových a spolek Deutsches Haus pro ně celoročně držel jednoho varhaníka. Sál, stejně jako několik dalších v Německém domě, byl osvětlen elektrickými lustry.

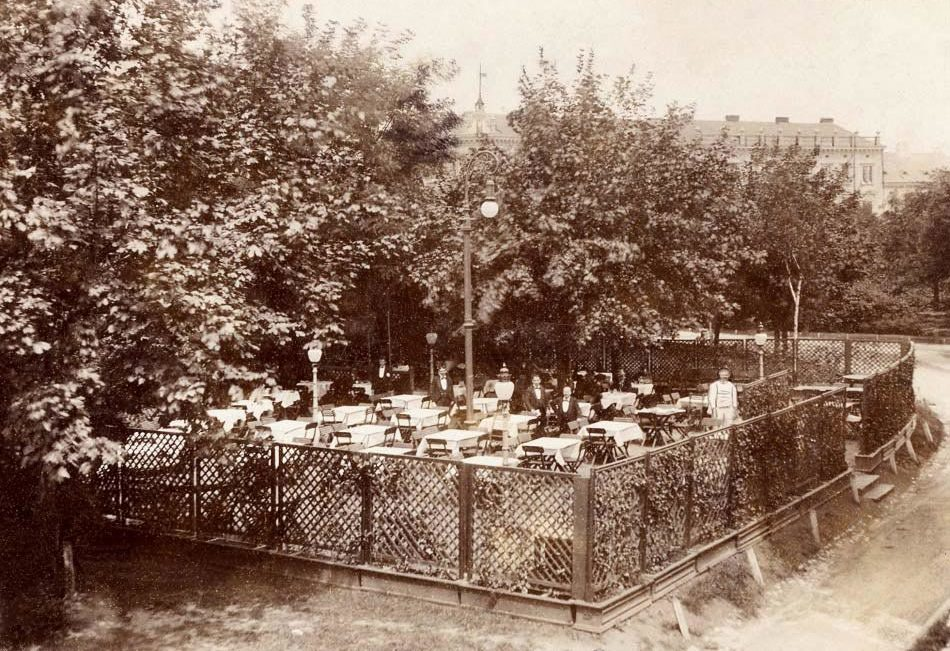
Restaurační zahrádka u Německého domu v roce 1898

V 1. patře byla umístěna restaurace a veřejná knihovna. Nacházely se tu i pokoje, které byly v průběhu pronajímány různým organizacím nebo byly využívány při pořádání větších či menší akcí – přednášek, plesů, koncertů.
Pro výstavy bylo vyčleněno v Německém domě zvláštní prostranství v 2. patře. Také zde se nacházely klubovny spolků, byly tu ale vyčleněné i pokoje, kde byl ubytován personál restaurace a kavárny (kapacita těchto prostor byla odhadována na 30 osob).
Ve sklepě Německého domu se nacházela strojovna, kotelna a kuchyně. Zajímavostí je, že původní plány nepředpokládaly, že bude potřeba místo pro generátory elektrické energie (Brno v této době nemá ještě elektrárnu), takže celý projekt musel být dodatečně upraven.
Lidé mohli zavítat k Německému domu i za relaxací – ve východním křídle se nacházela kavárna a restaurace. Na tyto prostory navazovala terasa otevřená do parku dnešního Moravského náměstí. Okolí budovy bylo upraveno tak, aby ji izolovalo od rušných okolních komunikací, a nabízelo dostatek prostoru, kde by mohli Brňané trávit svůj volný čas. Rok po otevření domu byl v parku před průčelím Německého domu vybudován monumentální pomník císaře Josefa II. od sochaře Antona Breneka.
Stavba Německého domu vyšla spolek Deutsches Haus na 430 000 zlatých, německý spolkový dům byl tím pádem třikrát dražší než Besední dům v Brně. Na stavebních pracích se původně měli podílet pouze moravští řemeslníci, materiál se měl brát od moravských dodavatelů. Od tohoto předpokladu ale muselo být upuštěno vzhledem k tomu, že by se tím ještě více navýšily náklady.

## Vznik
Dva pokusy o vybudování skončily kvůli nezájmu německého obyvatelstva neúspěchem. Zlom znamenal až příchod Friedricha Wanniecka, brněnského továrníka (a zakladatele továrny Vaňkovka), který dokázal získat podporovatele a dovést Německý dům k jeho otevření ve dnech 17.–19. května 1891.

### První pokus o založení prostřednictvím vzájemné spolupráce spolků

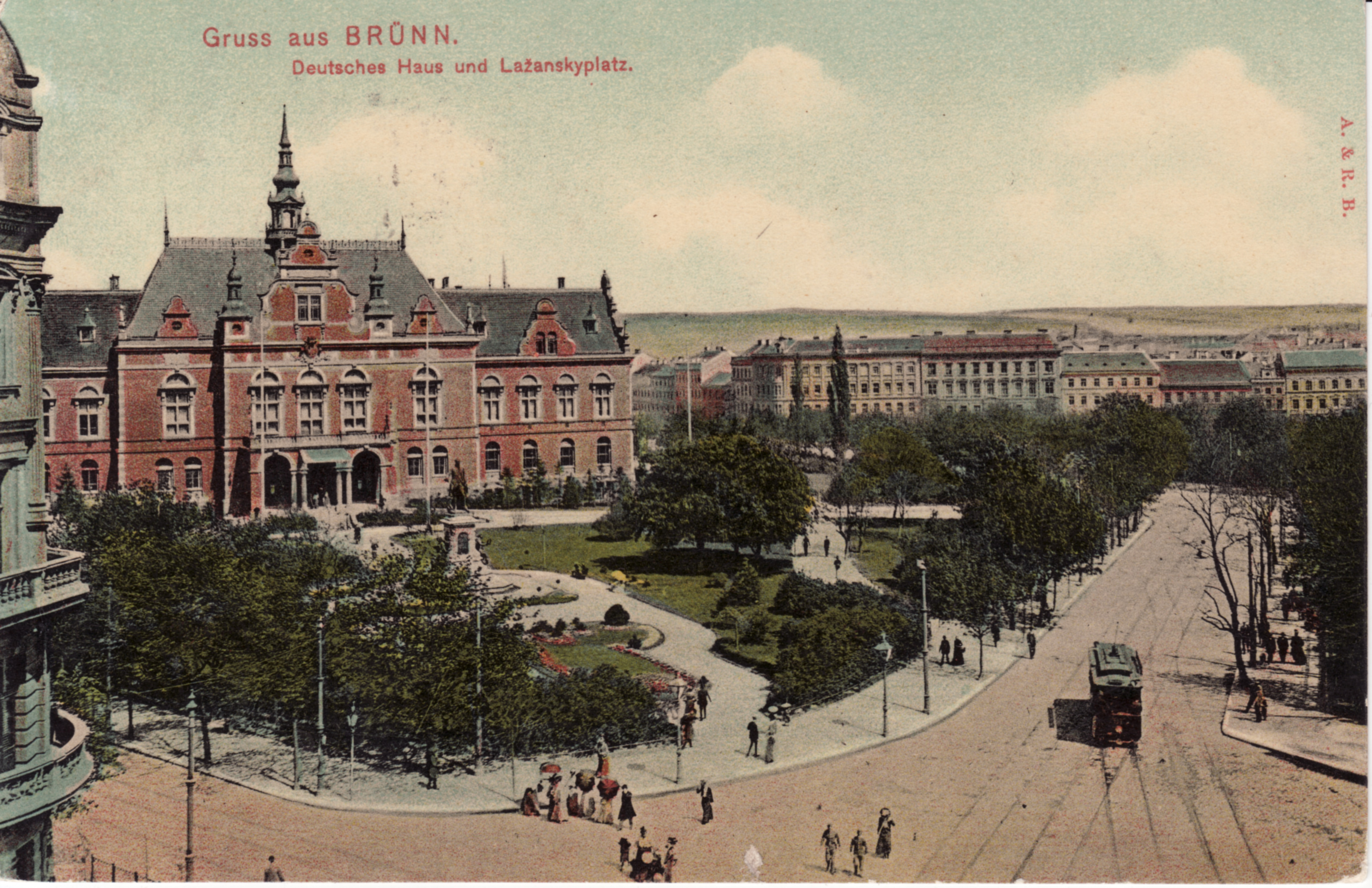
Pohled na Moravské náměstí s Německým domem

Myšlenka na vybudování kulturního centra brněnských Němců se začala rodit na podzim roku 1869 jako přirozená reakce na stavbu Besedního domu, o které se začalo uvažovat na jaře téhož roku. Besední dům se měl stát sídlem českých spolků a tím i centrem českého kulturního života v Brně.
Na německé straně se realizace výstavby spolkového domu ujal německý Mährischer Gewerbeverein (Moravský živnostenský spolek), který k tomu vyčlenil zvláštní pracovní skupinu. Bylo rozhodnuto, že jejím úkolem bude zajistit mateřské organizaci podporu ostatních brněnských spolků.
Dne 24. března 1870 se konalo první zasedání delegátů spolků k záležitostem Německého domu, ale nepřineslo prakticky žádné výsledky, protože svolavatelé nebyli připravení na konstruktivní diskuzi. Příští schůzi už se nepovedlo spolku Mährischer Gewerbeverein (Moravský živnostenský spolek) svolat. Na počátku 70. let 19. století Němci na Moravě nepociťovali potřebu vytvoření společenského centra, protože měli díky dobové situaci k dispozici veškeré veřejné prostory. Němečtí zastupitelé měli na brněnské radnici většinu, stejně tak na moravském zemském sněmu o Moravě rozhodovali němečtí zástupci.

### Druhý pokus o založení z prostředků akciové společnosti
V létě 1871 se začalo o myšlence na založení Německého domu v Brně diskutovat znovu mezi členy německého spolku Männergesangverein (Mužský pěvecký spolek). Vliv na novou diskusi o takovém projektu měla zřejmě konkurence české a německé komunity v moravské metropoli, je třeba zohlednit také postavení rodícího se Německa a jeho sílícího postavení po vítězné prusko-francouzské válce nebo to, že cesty německého a českého národa na Moravě nabírající ve 2. polovině 19. století odlišný směr.
Navíc se ve stejné době pokračovalo ve výstavbě Besedního domu, pro který se na rozdíl od Německého domu povedlo získat finance. Noví realizátoři projektu se proto inspirovali u Čechů a pro financování podniku se rozhodli také založit akciovou společnost. Navrácení investic mělo být zaručené, protože se předpokládalo, že dům se stane kulturním střediskem, ve kterém se budou konat veřejné i soukromé akce. Zisk měl přinášet pronájem některých prostor spolkům i soukromým osobám.
Skutečně se dařilo alespoň ze začátku rozprodávat akcie, ale získané jmění nebylo dostačující, proto spolek Männergesangverein (Mužský pěvecký spolek) požádal o peněžní výpomoc město. Počítalo se totiž s tím, že by Německý dům přešel po vyplacení podílů akcionářů do majetku města. Zastupitelstvo se k případné dotaci nakonec nevyjádřilo a celý podnik ztroskotal při hospodářské krizi v roce 1873 po pádu vídeňské burzy.

### Třetí pokus o založení pod vedením Friedricha Wanniecka

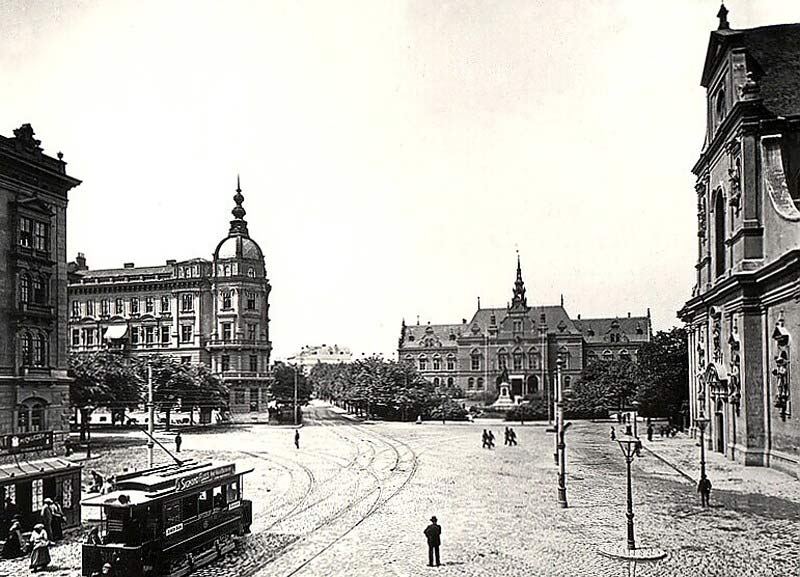
Moravské náměstí s Německým domem kolem roku 1900

Významnou roli sehrál v procesu budování Německého domu brněnský továrník Friedrich Wannieck, který se začal aktivně o tento projekt zajímat v roce 1882. Na sjezdu rakouského Centralverein für Zuckerindustrie (Centrální spolek pro cukrovárenský průmysl) se kolem něj vytvořil okruh 12 spolupracovníků. Vedení realizace se ujal Friedrich Wannieck spolu s Ignazem Fleischerem a Josefem Ripkou von Rechthofen.
Na podzim 1882 byl stanoven první předběžný plán, který počítal s výstavbou areálu dvou budov. Jedna měla nabídnout prostory pro pořádání společenských akcí, v druhé části měly být studovny a knihovna. Později tato vize byla změněna, protože bylo třeba brát ohledy na výši nákladů a nebylo by možné najít vhodnou parcelu o potřebné rozloze v centru Brna.
Stavba Německého domu získala silný nacionální podtext, měla sjednotit německé obyvatelstvo města, aniž by mezi jednotlivými vrstvami dělala rozdíly. Osoba Friedricha Wanniecka přitáhla k projektu zájem německé společnosti, na jaře 1883 už jej podporovalo 300 lidí a v dobročinné sbírce se podařilo vybrat 180 000 zlatých.
Subjektem, který si kladl za cíl otevřít v Brně Německý dům, se stal 17. prosince 1884 spolek Deutsches Haus, který založila skupina kolem Friedricha Wanniecka. Výtěžek z dobrovolných darů ve prospěch stavby přešel do majetku spolku, do jeho představenstva zasedli hlavní iniciátoři stavby.
Velké průtahy zapříčinily spory o výběr vhodného pozemku, se kterým se začalo už před založením spolku Deutsches Haus, ale ani jeho vedení tento problém nedokázalo vyřešit. Mluvilo se hlavně o parcele poblíž dnešního Mahenova divadla, v úvahu ale připadala i parcela Na Kiosku, uprostřed dnešního Moravského náměstí. Zde byl také Německý dům na základě rozhodnutí členů spolku z jara 1886 umístěn. Ve skutečnosti se ale vše rozhodlo až na konci téhož roku.
K řešení otázkám výběru pozemku významně přispěla městská rada, která na 6. března 1886 svolala zasedání stavebního a policejního odboru, aby projednaly podmínky, za kterých by mohlo město nabídnout Kiosek k prodeji. Z jednání vyšel mimořádně vstřícný návrh, který Čechy v Brně nanejvýš popudil. Za Kiosek, parcelu uprostřed města o rozloze 4000 m2 požadovaly zaplatit pouhých 5 000 zlatých. Při předběžném vyčíslení stavebních nákladů na 300 000 zlatých to byla suma opravdu nízká.
O několik dní později spolek Deutsches Haus odsouhlasil koupi pozemku Na Kiosku a české Brno se začalo mobilizovat k odporu. Odvoláním proti prodeji městského majetku se zabýval zemský sněm, místodržitelství i úřad císaře. Ani jedna instituce však nedošla k závěrům, které by transakci znemožnily. Na zemském sněmu se zastáncům Německého domu v prosinci 1886 podařilo prodej Kiosku obhájit s tím, že bude pozemek použit na výstavbu důležitého kulturního centra, do kterého by stejně město muselo dříve nebo později investovat.
Architektonická soutěž na Německý dům, omezená samozřejmě pouze na architekty německé národnosti, byla vyhlášena v březnu 1887, tedy asi měsíc po tom, co císař odsouhlasil, že obchod je v pořádku.

## Realizace stavby a otevření domu
První cenu v architektonické soutěži získal návrh berlínských architektů Hermanna Endeho (1829–1907) a Wilhelma Böckmanna (1832–1902). Jejich pojetí neslo rysy německé renesance, pro kterou jsou typické neomítané cihlové zdi stavby s kamenným a štukovým dekorem. Druhou cenu obdržel brněnský německý architekt prof. Germano Wanderley (1845–1904), autor projektu na výstavbu dnešního Mahenova divadla. Pro Německý dům ve svém návrhu spojil prvky neorenesance s neobarokem.
Členové spolku Deutsches Haus rozhodli, že budou realizovány oba návrhy, přičemž v exteriéru byla užita koncepce „Deutsch“ (Němec) berlínského studia a v interiéru Wanderleyho návrh „Luft und Licht“ (Vzduch a světlo). Předpokládalo se, že hned příštího jara, tedy v roce 1888, se začne s realizací.

### Průběh stavby

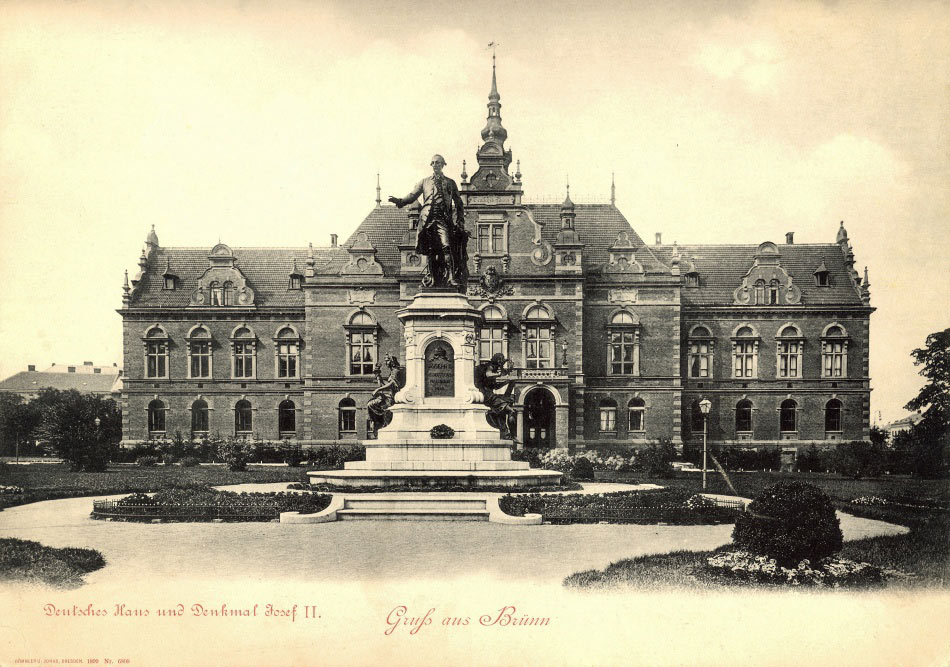
Německý dům s pomníkem císaře Josefa

Stavbu budovy však provázelo zpoždění od samotného počátku, kdy kvůli problémům se základy se protáhla příprava výkopů, takže se začínalo až v srpnu 1888.
Stejně tak termín ukončení stavebních prací byl několikrát odložen, naposledy v listopadu 1890. Stalo se totiž to, že bylo určeno, že do konce roku bude Německý dům otevřen, když Moravu nečekaně zasáhly mrazy, se kterými nikdo nepočítal. Protože nebyla zavřena okna, přes noc byly zničeny rozvody a část vnitřního vybavení domu. Dokončit všechny opravy se tak povedlo až do března 1891.

### Otevření Německého domu
Německý dům byl slavnostně otevřen ve dnech 17.–19. května 1891. První den, v neděli, se konalo zasedání spolku Deutsches Haus ke změně stanov. Ty stávající nevyhovovaly hlavně z toho důvodu, že neodpovídaly situaci, kdy byl Německý dům dokončen. Existence organizace by podle nich neměla své opodstatnění, proto do nich musel být zanesen dodatek, že se spolek bude mít do budoucna Německý dům na starost a bude jej spravovat.
V poledne 17. května byla uspořádána zajímavá ceremonie zvaná Schlusssteinlegung, tedy položení posledního stavebního kamene. Mělo jít o jakousi analogii k pokládání základního kamene, ke kterému v případě Německého domu nedošlo. Aktu se vedle architektů, členů spolku a významných brněnských osobností zúčastnila i brněnská veřejnost.
První otevírací den byl ukončen hostinou pro 350 hostů. Tato část programu prověřila možnosti Německého domu – stolující měli večer zpříjemněný hudebním doprovodem, ale také elektrickým osvětlením.
V pondělí 18. května pořádal spolek Deutsches Haus ples, který byl také poznamenán dobrou návštěvou – v jednu chvíli bylo na tanečním parketě na 250 párů. Na úterý 19. května připadla akce Fest-Commers, hostina s přípitky významných hostů. Sem bylo pozváno 2 500 Brňanů a Brňanek.

## Význam a zánik domu
Poměrně brzy po svém otevření se stal Německý dům centrem kulturního, ale i politického života německé komunity města Brna. Vedle toho česká populace tuto stavbu nikdy nepřijala za svou a místo rekonstrukce byl vybombardovaný dům krátce po skončení druhé světové války zbourán.

### Spolek Deutsches Haus
Význam budovy je nejvíce patrný při bližším pohledu na spolek, který se stal jejím zřizovatelem. Deutsches Haus byl založen v prosinci 1884 a svým vznikem převedl veškeré pokusy o založení Německého domu do oficiální podoby. Finance na stavbu tato organizace získávala z dobročinných sbírek svých příznivců, později i ze vstupného pořádaných akcí. Těmi většinou byly přednášky členů a podporovatelů samotného spolku na témata, která se týkala dějin německého národa na Moravě či samotné realizace stavby.
Spolek sdružoval významné představitele brněnské německé společnosti. Hlavní osobností spolku byl bezesporu jeho předseda Friedrich Wannieck (1838–1919), továrník a podnikatel ve strojírenství a cukrovarnictví, zakladatel továrny Vaňkovka, člen Obchodní a živnostenské komory, ale také důležitý brněnský mecenáš a člen většiny brněnských německých spolků. Jeho zástupcem byl Gustav von Schoeller (1830–1912), pokračovatel významné soukenické rodiny, prezident Mährischer Gewerbeverein (Moravský živnostenský spolek) či Obchodní a živnostenské komory v Brně a německý konzul pro Moravu a Slezsko. Druhým zástupcem předsedy spolku byl vlivný brněnský advokát Karl Reissig (1832–1908), taktéž činný i v dalších spolcích, koncem 19. století rovněž poslanec zemského sněmu. Důležitou pozici jednatele zastával i Heinrich Gomperz (1843–1894), majitel banky I. M. Gomperz, člen Obchodní a živnostenské komory v Brně a obecní zastupitel. Mezi členy výboru spolku byl Rudolf Maria Rohrer (1838–1914), brněnský tiskařský magnát, člen předsednictva řady brněnských německých spolků, zástupce starosty města Brna a poslanec zemského sněmu.
Původní stanovy spolku z roku 1884 počítaly s tím, že bude fungovat pouze po dobu získávání financí a realizaci stavby Německého domu, za 7 let své existence, kdy pořádal řadu společenských akcí, si získal důležité místo mezi brněnskými Němci a jeho případné rozpuštění už nebylo žádoucí. Proto byly v květnu 1891 upraveny jeho stanovy a náplní činnosti spolku Deutsches Haus se stala péče o Německý dům a organizace akcí v jeho prostorách.
Nejdůležitější roli měla však tato organizace mezi lety 1918–1943, kdy převzala kontrolu nad organizací veškerého společenského života brněnských Němců. Spolek i stavba v jeho majetku symbolizovala záštitu německé menšiny ve městě. Roli spolku Deutsches Haus dokázala převzít až politická strana NSDAP.

### Požár domu a jeho demolice

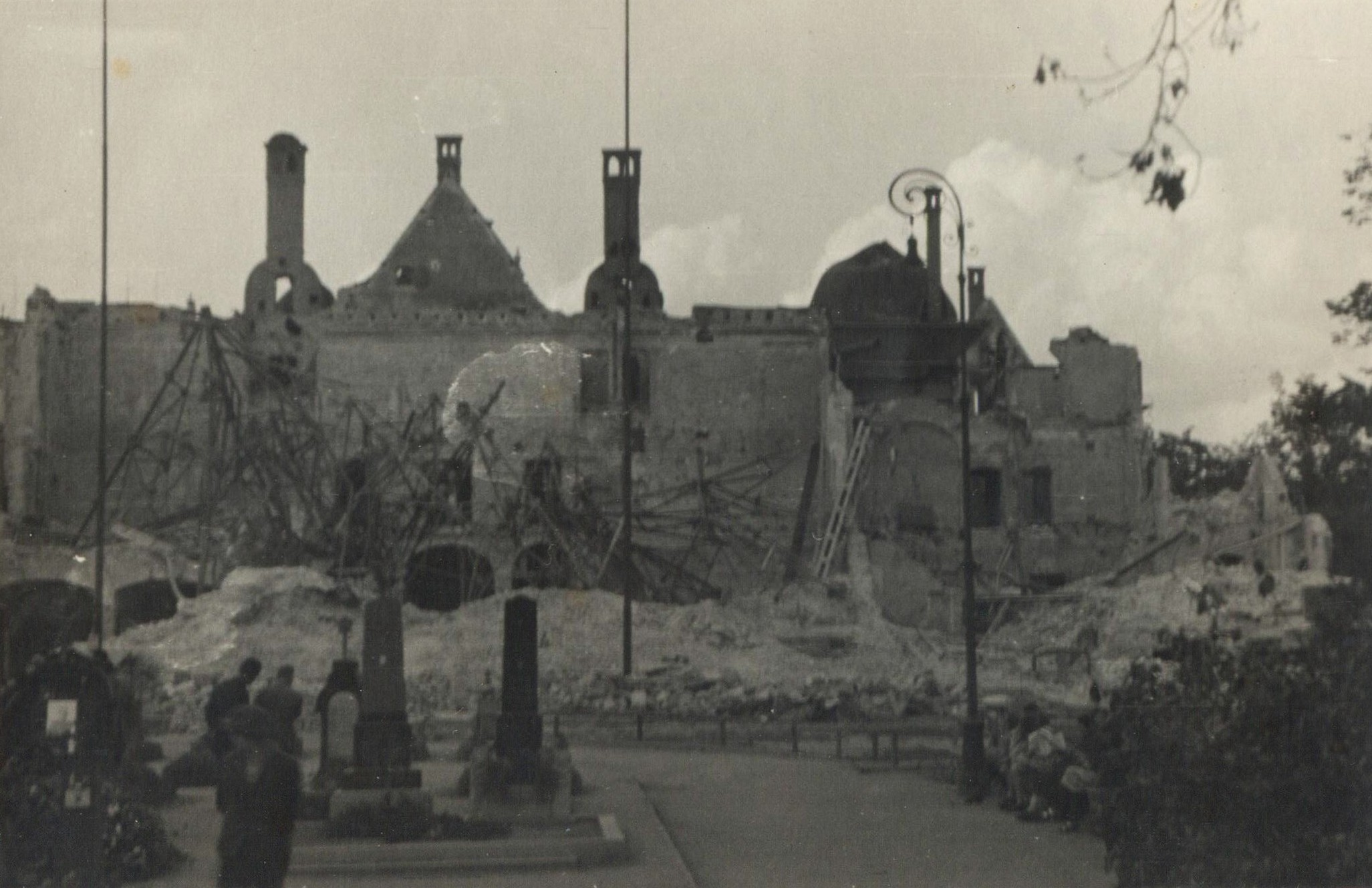
Trosky Německého domu v roce 1945

Předzvěstí zániku domu bylo stržení pomníku Josefa II. českými legionáři v období prvního výročí vzniku Československa a znemožnění jeho obnovy českými úřady. Ale i potom byla schopná společnost kolem Německého domu fungovat. Podle údajů z roku 1919 za pouhé dva roky vzrostl počet členů spolku Deutsches Haus z 1600 na 2297.
Ještě na počátku 2. světové války se s Německým domem počítalo. Tomu nasvědčuje i to, že v roce 1940 začala velká rekonstrukce provozních prostor domu, především restaurace a kavárny.
Druhá světová válka však znamenala zánik pokojného soužití Čechů a Němců v jednom státě a samozřejmě i ve městě Brně. Německý dům se stal v bojích o Brno v závěru dubna 1945 skutečnou baštou německých vojáků, zejména příslušníků Hitlerjugend. Dům poškozený již zčásti leteckým bombardováním Brna v závěru války byl silně poničen boji, po dva týdny trvajícím požáru byl v srpnu 1945 odstřelen. Jeho zbytky museli exemplárně rozebrat sami němečtí obyvatelé Brna před svým konečným vysídlením z města.
Z Německého domu se dochovalo částečně zasypané sklepení, které bylo při průzkumu před rekonstrukcí náměstí objeveno v roce 2020.